# جو وولف (لاعب كرة قدم أمريكية)
جو وولف (بالإنجليزية: Joe Wolf)‏ هو لاعب كرة قدم أمريكية أمريكي، ولد في 28 ديسمبر 1966 في ألينتاون في الولايات المتحدة.

## وصلات خارجية
- جو وولف على موقع مرجع كرة القدم المحترفة.كوم (الإنجليزية)